# Bill Drayton
Bill Drayton (Nova York 15 de junho de 1943), é um empreendedor social de destaque. Ele é amplamente reconhecido por cunhar o termo de "empreendedorismo social" e por sua fundação da Ashoka, uma organização não governamental que se concentra no empreendedorismo social em escala global.
Desde a sua juventude, Drayton manifestou um profundo interesse pela Ásia, o que o levou a empreender uma viagem à Índia. Durante essa jornada, ele foi testemunha de um notável espírito empreendedor entre as camadas menos privilegiadas da população.
Superando desafios pessoais, ele estabeleceu a Ashoka, que sob sua liderança se destacou como uma das principais organizações no campo do empreendedorismo social. A Ashoka tem como objetivo primordial identificar e apoiar empreendedores sociais talentosos em todo o mundo, com a missão de impulsionar mudanças positivas e fornecer soluções inovadoras para questões sociais e ambientais cruciais.
Em 2005 ele concedeu uma entrevista ao Museu da Pessoa e sua história foi publicada com o título de "Empreender para Revolucionar". Uma de suas reflexões mais marcantes foi a seguinte:
"Se você é uma pessoa que contribui, o mesmo vale aqui, você será uma pessoa feliz. Você começa a ver o que é universal e o que é cultural e entender o que é universal acaba sendo uma lição muito poderosa, o que é realmente importante."

## Educação
Estudou História e Economia na Harvard University, onde também fundou a Ashoka Table, um fórum interdisciplinar. Em seguida, obteve um mestrado em Artes no Balliol College da Oxford University, envolvendo-se em ativismo contra a guerra do Vietnã. Por fim, na Yale Law School, ele se destacou por sua maneira crítica e inovadora de encarar o direito e sua relação com a sociedade em constante transformação.
- História e Economia, Harvard University, 1965, Bachelor of Arts (B.A.)
- Artes, Balliol College, Oxford University, 1968, Master of Arts (M.A.)
- Direito, Yale Law School, 1970, Juris Doctor (J.D.)

## Carreira
Bill Drayton começou sua carreira como consultor de negócio na Mckinsey & Company, onde ficou quase uma década. Posteriormente durante a presidencia de Jimmy Carter (1977-1981), foi servidor público na agência de proteção ambiental contribuindo na reformulação de leis. Essas experiências o prepararam para fundar a Ashoka em 1980 e promover o empreendedorismo social em escala mundial.
Drayton também atua como professor convidado em diversas universidades renomadas, tais como Harvard University, Stanford University e Oxford University, onde ministra cursos sobre inovação social, mudança de sistemas e educação. Ele é reconhecido como um dos principais especialistas e influenciadores no campo do empreendedorismo social, tendo recebido vários prêmios e honrarias por suas contribuições.

## Prêmios e Honrarias
A tabela a seguir apresenta uma lista dos prêmios recebidos por Bill Drayton, fundador e presidente da Ashoka, em ordem decrescente.
| 2012 | Middlebury College's Center for Social Entrepreneurship Vision Award | Pelo impacto de suas contribuições ao campo do empreendedorismo social.      |
| 2011 | World Entrepreneurship Forum's Social Entrepreneur Award             | Pelo seu trabalho promovendo empreendedores.                                 |
| 2011 | John W. Gardner Leadership award                                     | Por exemplificar a liderança e os ideais de John W. Gardner.                 |
| 2011 | Prince of Asturias Awards for international cooperation              | Por promover empreendedores.                                                 |
| 2008 | Utne Reader magazine's "50 Visionaries Who Are Changing the World"   | Por ser um visionário que está mudando o mundo.                              |
| 2009 | Honorary degree, Doctorate of Humane Letters, by Yale University     | Por suas conquistas.                                                         |
| 1993 | Preiskel–Silverman Fellow for Yale Law School                        | Por suas conquistas.                                                         |
| 1986 | National Public Service Award                                        | Por seus serviços públicos.                                                  |
| 1984 | MacArthur Fellow                                                     | Por seu trabalho, incluindo a fundação de Ashoka: Innovators for the Public. |